# بعیمه (یمن)
 بعیمه  به عربی ( البعیمة )، روستایی است در دهستان المقاطر از توابع استان شبوه در کشور یمن در شبه جزیره عربستان.

## جمعیت
جمعیت آن ( ۹۰) نفر (۷ خانوار) می‌باشد.